# Schemat płatka śniegu

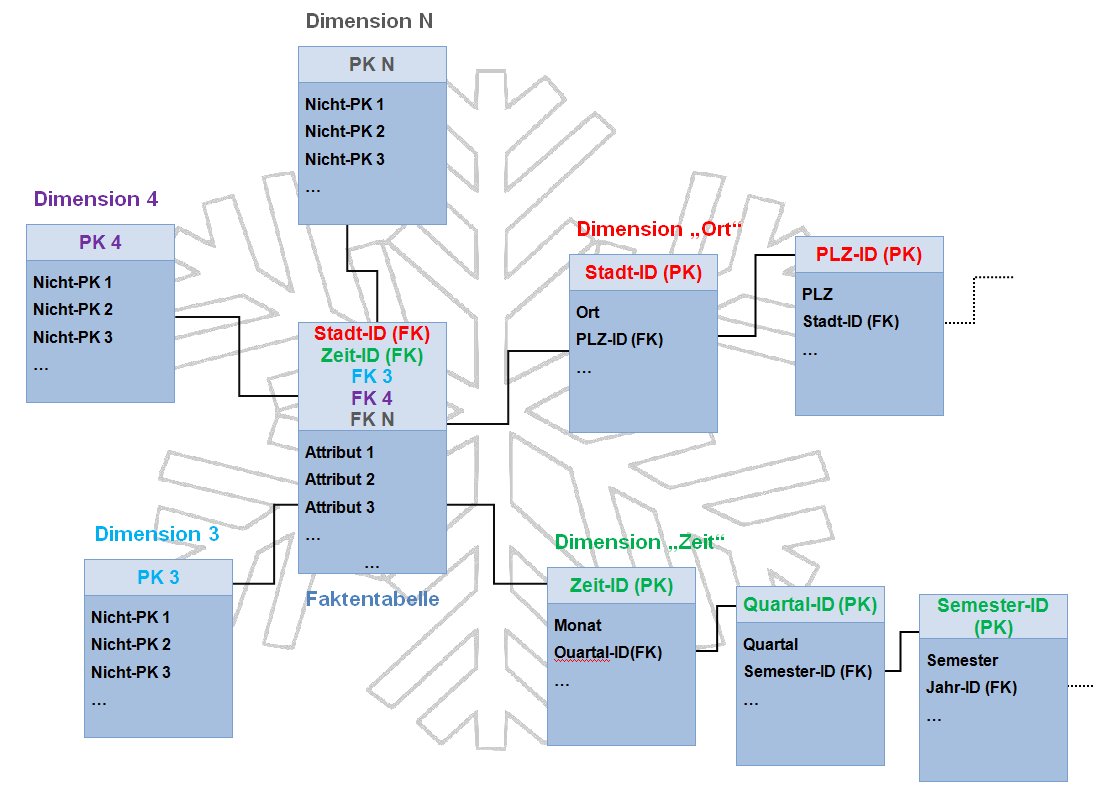
Schemat płatka śniegu

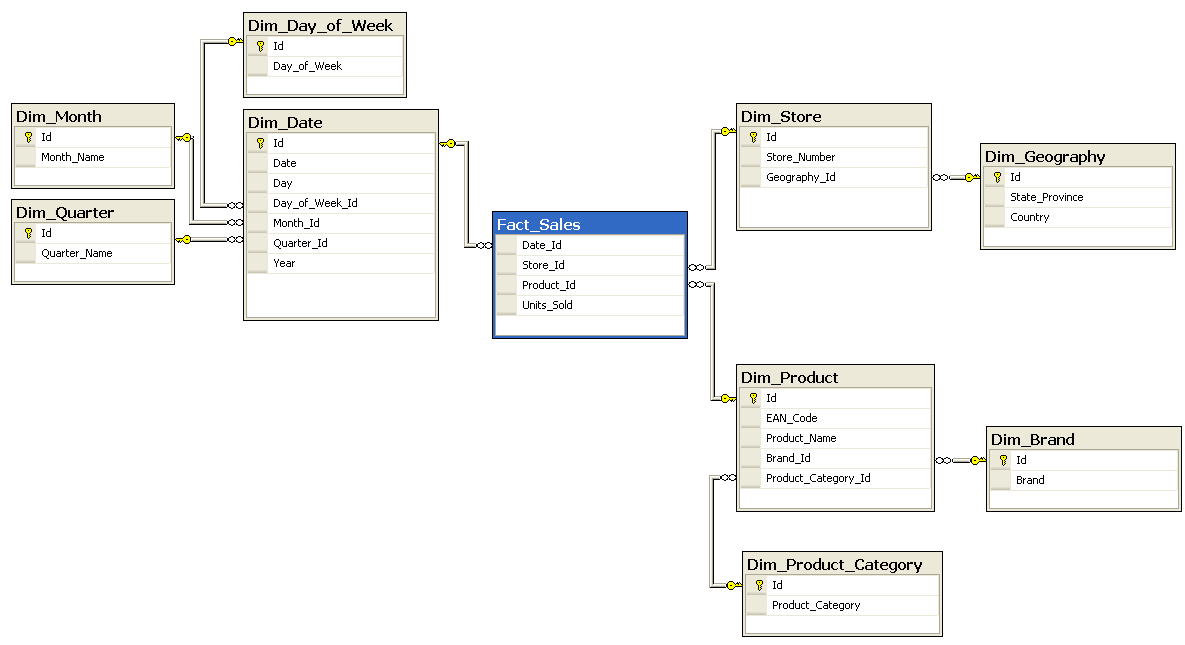
Przykład schematu płatka śniegu

Schemat płatka śniegu – jest logicznym układem tabel w wielowymiarowej bazie danych, takim, że diagram jednostki przypomina w formie płatek śniegu. Schemat płatka śniegu jest reprezentowany przez scentralizowane tabele faktów, które są połączone w wielu wymiarach.
Schemat płatka śniegu jest podobny do schematu gwiazdy. Jednak w schemacie płatka śniegu, wymiary są znormalizowane w wielu powiązanych tabelach, natomiast w schemacie gwiazdy wymiary nie są znormalizowane z każdego wymiaru reprezentowaną przez jedną tabelę. Skomplikowany kształt śniegu wyłania się, gdy wymiary schematu płatka śniegu są skomplikowane na wielu poziomach relacji i tabel dziecko ma dużo tabel rodziców („widełki w drodze”). „Snowflaking” efekt dotyczy tylko tabele wymiarów nie tabel fakt.

## Zastosowanie
Schematy gwiazdy i płatka śniegu są najczęściej w wymiarach hurtowni danych oraz zbiorczych baz danych, gdzie prędkość pobierania danych jest ważniejsza niż wydajność manipulacji danymi. Jako takie, tabele w tych schematach nie są zbytnio znormalizowane i często są zaprojektowane tak, że na poziomie normalizacji brakuje trzeciej postaci normalnej.
Podjęcie decyzji, czy zastosować schemat gwiazdy lub schemat płatka śniegu powinien brać pod uwagę względną siłę na platformie bazy danych w pytaniu w jakim narzędziu ma być zastosowany. Schematy gwiazdy i płatka śniegu powinny być popierane z narzędzi, które w dużej mierze ujawnią użytkownikowi na podstawie struktur tabeli i środowisk zapytania w większości prostsze niż w przyrodzie. Schematy Snowflake są często bardziej zaawansowanym narzędziem zapytań, które tworzą warstwę abstrakcji pomiędzy użytkownikami i surowymi strukturami tabel w środowiskach o liczne zapytania ze złożonych kryteriów.

## Normalizacja i przechowywanie danych
Normalizacja rozdziela dane w celu uniknięcia redundancji (powielania), przenosząc często powtarzające się grupy danych do nowych tabel. Normalizacja w związku z tym ma tendencję do zwiększania liczby tabel, które muszą być połączone w celu wykonania danej kwerendy, ale zmniejsza przestrzeń potrzebną do przechowywania danych oraz liczby miejsc, w których musi być aktualizowany w przypadku zmiany danych.
Z punktu widzenia przestrzeni dyskowej, wymiary tablic są małe w porównaniu do tabel faktów. Korzyści z przechowywania snowflaking w wymiarze tablic ustępują miejsca w porównaniu ze schematem gwiazdy. Niektóre kompromisy programistów baz danych tworzących podstawę schematu płatka śniegu z widokiem zbudowanym na górze odgrywa dużą rolę wykonaniu symulacji schematu gwiazdy. Daje to korzyści z przechowywania osiągnięte poprzez normalizację wymiaru łatwości zapytań, które zapewnia schemat gwiazdy. Wadą jest to, że wymaga serwera do wykonywania podstawowych łączy automatycznie może doprowadzić do spadku wydajności podczas badania, jak również dodatkowych łączy do tabel, które nie mogą być niezbędne do realizacji niektórych zapytań.

## Korzyści płynące ze „snowballings”
- Niektóre narzędzia OLAP wielowymiarowego modelowania baz danych, które używają wymiarów zbiorczych baz danych jako źródła danych są zoptymalizowane pod kątem schematów śniegu.
- Jeśli wymiar jest bardzo rzadki (większość z możliwych wartości dla wymiaru nie ma danych) i/lub wymiar ma bardzo długą listę cech, które mogą być używane w kwerendzie, w tabeli wymiaru mogą zajmować znaczną część bazy danych i snowflaking może być właściwe.
- Wielowymiarowy obraz jest czasami dodawany do istniejącej bazy danych transakcyjnych do pomocy raportowania. W tym przypadku, tabele, które opisują wymiary już istnieją i są zazwyczaj znormalizowane. Schemat płatka śniegu będzie więc łatwiejszy do wdrożenia.
- Schemat płatka śniegu czasami odzwierciedla sposób, w jaki użytkownicy myślą o danych. Użytkownicy mogą wybrać do generowania zapytań schemat gwiazdy w niektórych przypadkach, choć może lub nie znaleźć odzwierciedlenie w podstawowej organizacji bazy danych.
- Niektórzy użytkownicy mogą chcieć wysyłać zapytania do bazy danych przy użyciu konwencjonalnych wielowymiarowych narzędzi do raportowania, nie może być wyrażone w prosty schemat gwiazdy. Jest to szczególnie powszechne w eksploracji danych z baz danych klienta, gdzie często wymogiem jest, aby znaleźć wspólne elementy między klientów, którzy zakupili produkty spełniające złożone kryteria. Na niektóre snowflaking zwykle wymaga się pozwolenia w postaci prostych narzędzi zapytań, zwłaszcza jeśli przepisu dla tych form zapytań nie przewidywano, gdy hurtownia danych została pierwotnie zaprojektowana.